# 三井住友海上グループホールディングス
三井住友海上グループホールディングス株式会社（みついすみともかいじょうグループホールディングス）は、三井住友海上火災保険の株式移転により2008年4月1日に設立された保険持株会社。
略称は、英文社名の頭文字から取ったMSIGが主に用いられるが、東証の上場銘柄としての略称は、三井住友フィナンシャルグループとの混同を避けるため、当社発足前に子会社の三井住友海上火災保険に使われていた「三住海上」を用いていた。
2010年4月1日、あいおい損害保険、ニッセイ同和損害保険との経営統合により「MS&ADインシュアランスグループホールディングス」に商号変更した。

## 概要
三井住友海上火災保険株式会社が、経営管理の高度化・グループシナジーの追求、意思決定の迅速化、多様な事業体制・人事体制度を通じた人材育成を目的として、持株会社体制に移行することを、2007年8月22日に発表。2008年1月31日に開催された三井住友海上火災保険の臨時株主総会で、単独株式移転を行うことが承認され、4月1日に持株会社として、三井住友海上グループホールディングス株式会社が設立された。
単独株式移転のため、設立した時点では三井住友海上のみが直接の子会社であったが、三井住友海上が保有していた三井住友海上きらめき生命保険・三井住友海上メットライフ生命保険・三井ダイレクト損害保険の3社の株式を移転させ、直接の子会社に加えた。
2008年12月29日以降、あいおい損害保険、ニッセイ同和損害保険との経営統合を検討しているとの報道がなされていたが、2009年1月23日に、2010年4月の経営統合を正式発表。三井住友海上グループホールディングス株式会社が、あいおい損害保険とニッセイ同和損害保険両社との間で株式交換を実施して、両社を傘下におさめると同時に、MS&ADインシュアランスグループホールディングス株式会社に商号変更した。この経営統合により、最大手企業である東京海上ホールディングスを抜いて、日本最大の損害保険会社が誕生した。

## 沿革
- 2007年（平成19年）8月22日 - 三井住友海上火災保険が持株会社の設立を発表[4]。
- 2008年（平成20年）1月31日 - 三井住友海上火災保険の臨時株主総会において、株式移転を決議。
- 2008年（平成20年）4月1日 - 三井住友海上グループホールディングス株式会社設立。東京・大阪・名古屋証券取引所の各1部に上場。
- 2010年（平成22年）4月1日 - 三井住友海上グループホールディングス株式会社が、株式交換により、あいおい損害保険株式会社とニッセイ同和損害保険株式会社を完全子会社化し、MS&ADインシュアランスグループホールディングス株式会社に商号変更。

## 傘下会社

### 直接の子会社
- 三井住友海上火災保険株式会社（100%） - 損害保険会社。2001年10月に、三井海上火災株式会社と住友海上火災株式会社が合併。
- 三井住友海上あいおい生命保険株式会社 - 生命保険会社。2011年10月に、三井住友海上きらめき生命保険とあいおい生命保険が合併。
- 三井住友海上メットライフ生命保険株式会社（51%） - 変額個人年金保険専業会社。メットライフとの合弁会社。略称はMSIメットライフ。旧称は三井住友海上シティインシュアランス生命保険株式会社。
- 三井ダイレクト損害保険株式会社（66.47%） - インターネット専業自動車損害保険会社。三井物産等も出資。

### 孫会社等
- 三井住友アセットマネジメント株式会社 - 資産運用会社。三井住友海上火災保険が17.5%出資。
- 三井住友海上キャピタル株式会社 - ベンチャーキャピタル。三井住友海上火災保険の子会社。
- 株式会社インターリスク総研 - リスクマネジメントの調査研究とコンサルティング。三井住友海上火災保険の子会社。株式会社住友海上リスク総合研究所と株式会社インタリスクが、2001年10月に合併。